# OpenGL
OpenGL（英語：Open Graphics Library，譯名：開放圖形庫或者“開放式圖形庫”），是用於渲染2D、3D矢量圖形的跨語言、跨平台的應用程序編程接口（API）。這個接口由近350個不同的函數调用組成，用來從簡單的圖形位元繪製複雜的三維景象。而另一种程式介面系统是仅用于Microsoft Windows上的Direct3D。OpenGL常用於CAD、虛擬實境、科學視覺化程式和電子遊戲開發。
OpenGL的高效實現（利用图形加速硬件）存在于Windows，部分UNIX平台和MacOS。這些實現一般由顯示裝置廠商提供，而且非常依賴於該廠商提供的硬體。開放原始碼函式庫Mesa是一個純基於軟體的圖形API，它的代码兼容於OpenGL。但是，由于许可证的原因，它只声称是一个“非常相似”的API。
OpenGL规范由1992年成立的OpenGL架构评审委员会（ARB）维护。ARB由一些對建立一个统一的、普遍可用的API特别感兴趣的公司组成。根据OpenGL官方网站，2002年6月的ARB投票成员包括3Dlabs、Apple Computer、ATI Technologies、Dell Computer、Evans & Sutherland、Hewlett-Packard、IBM、Intel、Matrox、NVIDIA、SGI和Sun Microsystems，Microsoft曾是创立成员之一，但已于2003年3月退出。

## 設計

圖形管線

OpenGL規範描述了繪製2D和3D圖形的抽象API。儘管這些API可以完全通過軟體實現，但它是為大部分或者全部使用硬體加速而設計的。
OpenGL的API定義了若干可被客戶端程序調用的函數，以及一些具名整型常數（例如，常數GL_TEXTURE_2D對應的十進制整數為3553）。雖然這些函數的定義表面上類似於C语言，但它們是語言獨立的。因此，OpenGL有許多語言綁定，值得一提的包括：JavaScript綁定的WebGL（基於OpenGL ES 2.0在Web瀏覽器中的進行3D渲染的API）；C綁定的WGL、GLX和CGL；iOS提供的C綁定；Android提供的Java和C綁定。
OpenGL不僅語言無關，而且平台無關。規範隻字未提獲得和管理OpenGL上下文相關的內容，而是將這些作為細節交給底層的窗口系統。出於同樣的原因，OpenGL純粹專注于渲染，而不提供輸入、音頻以及窗口相關的API。
OpenGL是一個不斷進化的API。新版OpenGL規範會定期由Khronos Group發布，新版本通過擴展API來支持各種新功能。每個版本的細節由Khronos Group的成員一致決定，包括顯卡廠商、作業系統設計人員以及類似Mozilla和谷歌的一般性科技公司。
除了核心API要求的功能之外，GPU供應商可以通過擴展的形式提供額外功能。擴展可能會引入新功能和新常數，並且可能放鬆或取消現有的OpenGL函數的限制。然后一个扩展就分成两部分发布：包含扩展函数原型的头文件和作为厂商的设备驱动。供應商使用擴展公開自定義的API而無需獲得其他供應商或Khronos Group的支持，這大大增加了OpenGL的靈活性。OpenGL Registry負責所有擴展的收集和定義。
每個擴展都與一個簡短的標識符關聯，該標識符基於開發公司的名稱。例如，英偉達（NVIDIA）的標識符是NV。如果多個供應商同意使用相同的API來實現相同的功能，那麼就用EXT標誌符。這種情況更進一步，Khronos Group的架構評審委員（Architecture Review Board，ARB）正式批准該擴展，那麼這就被稱為一個“標準擴展”，標識符使用ARB。第一個ARB擴展是GL_ARB_multitexture。
OpenGL每個新版本中引入的功能，特別是ARB和EXT類型的擴展，通常由數個被廣泛實現的擴展功能組合而成。

## 文檔
OpenGL普及的部分原因是其高質量的官方文件。OpenGL架構評審委員會隨規範一同發布一系列包含API變化更新的手冊。這些手冊因其封面顏色而眾所周知。
- 紅寶書

Dave Shreiner, Graham Sellers, John M. Kessenich and Bill M. Licea-Kane. 2013. OpenGL Programming Guide: The Official Guide to Learning OpenGL, Version 4.3（8th Edition）. Addison-Wesley Professional. ISBN 978-0321773036.
- 橙寶書

Randi J. Rost, Bill M. Licea-Kane, Dan Ginsburg, John M. Kessenich, Barthold Lichtenbelt, Hugh Malan and Mike Weiblen. 2009. OpenGL Shading Language (3rd Edition).
Addison-Wesley Professional. ISBN 978-0321637635

## 相關程序庫
早期的 OpenGL 版本会一同发布配套的 GLU 库，提供一些同时代硬件尚不支持的简单功能。GLU 最后一次更新规格要求是在 1998 年，对已弃用的 OpenGL 特性有依赖。
还有几个库也建立在OpenGL之上，提供了OpenGL本身没有的功能：
- GLFW
- GLUT
- GLEW（英语：GLEW）、GLEE（英语：GLEE）

特别是，OpenGL Performer库——由SGI开发并可以在IRIX、Linux和Microsoft Windows的一些版本上使用，构建于OpenGL，可以建立实时可视化仿真程序。
当开发者需要使用最新的OpenGL扩展时，他们往往需要使用GLEW庫或者是GLEE库提供的功能，可以在程序的运行期判断当前硬件是否支持相关的扩展，防止程序崩溃甚至造成硬件损坏。這類庫利用動態加載技術（dlsym、GetProcAddress等函數）搜尋各種擴展的信息。

### 上下文与窗口套件
OpenGL 上下文（英語：OpenGL context）的创建过程相当复杂，在不同的操作系统上也需要不同的做法。因此很多游戏开发和用户界面库都提供自动创建 OpenGL 上下文的功能，其中包括 SDL、Allegro、SFML、FLTK、Qt 等。也有一些库是专门用来创建OpenGL窗口的，其中最早的便是 GLUT，后被freeglut取代，比较新的也有GLFW可以使用。
- 以下套件可以用来创建并管理 OpenGL 窗口，也可以管理输入，但几乎没有除此以外的其它功能：
  - GLFW——跨平台窗口和键盘、鼠标、手柄处理；偏向游戏
  - freeglut——跨平台窗口和键盘、鼠标处理；API 是 GLUT API 的超集，同时也比 GLUT 更新、更稳定
  - GLUT——早期的窗口处理库，已不再维护
- 支持创建 OpenGL 窗口的还有一些「多媒体库」，同时还支持输入、声音等类似游戏的程序所需要的功能：
  - Allegro 5——跨平台多媒体库，提供针对游戏开发的 C API
  - SDL——跨平台多媒体库，提供 C API
  - SFML（英语：SFML）——跨平台多媒体库，提供 C++ API；同时也提供 C#、Java、Haskell、Go 等语言的绑定
- 窗口套件
  - FLTK——小型的跨平台 C++ 窗口组件库
  - Qt——跨平台 C++ 窗口组件库，提供许多OpenGL辅助对象
  - wxWidgets——跨平台 C++ 窗口组件库

## 歷史
1980年代，開發可以用在各種各樣圖形硬件上的軟件是個真正的挑戰。通常，軟件開發人員為每種硬件編寫自定義的接口和驅動程序。但這非常昂貴并會導致大量工作的重複。
20世紀90年代初，SGI成為工作站3D圖形領域的領導者。其IRIS GL的API被認為是最先進的科技並成為事實上的行業標準，而基於開放標準的PHIGS則相形見絀。IRIS GL更容易使用，而且還支持即時模式的渲染。相比之下，PHIGS難於使用並且功能老舊。
SGI的競爭對手（包括Sun、惠普和IBM）通過擴展PHIGS標準也能將3D硬件投入市場。這反過來導致SGI市場份額的削弱，因為有越來越多的3D圖形硬件供應商進入市場。爲攻佔市場，SGI決定把IRIS GL API轉變為一項開放標準，即OpenGL。
然而，SGI擁有大量的軟件客戶，對他們來說從IRIS GL遷移到OpenGL將需要巨額投資。此外，IRIS GL的應用程序接口擁有與3D圖形不相關的函數。例如，它包括窗口、鍵盤和鼠標的API，部分原因是由於它是在X Window系統和Sun公司的NeWS系統之前開發的。而且，IRIS GL庫由於授權和專利問題并不適合開放。上述種種因素要求SGI繼續支持先進和專有的IRIS Inventor和IRIS Performer應用程序接口。
IRIS GL的限制之一是只能訪問由底層硬件支持的功能。如果圖形硬件不支持一項功能，那麼該應用程序將不能使用它。OpenGL通過為硬件不具備的功能提供軟件支持克服此問題，這就允許應用程序在相對較弱的系統中使用先進的圖形技術。OpenGL標準化訪問硬件的方式：硬件接口程序的開發（有時也稱為設備驅動程序）交由硬件製造商，而窗口功能委託給底層作業系統。讓大量不同種類的圖形硬件講同一種語言影響深遠，它為軟件開發者進行3D軟件發展提供更高層次的平台。
1992年，SGI公司領導OpenGL架構審查委員會（OpenGL ARB）的創建。該委員會由若干公司組成，負責未來OpenGL規範的維護和擴充。
微軟在1995年發布Direct3D，Direct 3D最終成為OpenGL的主要競爭對手。1997年12月17日，微軟和SGI發起Fahrenheit項目，旨在統一OpenGL和Direct3D的接口。1998年，惠普加入。後來，由於SGI的財政限制、微軟的戰略以及缺乏行業普遍支持，項目1999年遭棄。
2006年7月，OpenGL架構評審委員會投票決定將OpenGL API標準的控制權交給Khronos Group。

## 高级功能
OpenGL被設計為只有輸出的，所以它只提供渲染功能。核心API没有視窗系統、音频、打印、键盘／鼠标或其他输入设备的概念。雖然这一开始看起来像是一种限制，但它允许进行渲染的代码完全独立于他运行的操作系统，允許跨平台開發。然而，有些整合于原生視窗系統的东西需要允许和宿主系统交互。这通过下列附加API實現：
- GLX（英语：GLX） - X11（包括透明的網路）
- WGL（英语：WGL） - Microsoft Windows

另外，GLUT库能够以可移植的方式提供基本的視窗功能。

## 版本
OpenGL进化自（而且风格很相似）SGI的早期3D接口IRIS GL。IRIS GL的一个限制是它只能访问底层硬件提供的特性。如果图形硬件不支持例如纹理映射这样的功能，那么应用程序就不能使用它。OpenGL通过在软件上对硬件不支持的特性提供支持的方法克服了这个问题，允许应用程序在相对低配置的系统上使用高级的图形特性。Fahrenheit项目是Microsoft和SGI之间的联合行动，为了统一OpenGL和Direct3D接口的目的。它一开始提出了一些把规则带给交互3D计算机图形API世界的承诺，但因为SGI的财政限制，这个项目后来被放弃了。
2002年微軟的DirectX 9提出了全新的Shader繪圖功能以及高階著色語言（HLSL），OpenGL霸主地位開始被瓦解。這使得3DLabs了解到必須開發全新的OpenGL 2.0版本，但僅加入支援GLSL的功能。2006年Khronos接手OpenGL，立刻着手發展Longs Peak與Mount Evans。2008年推出OpenGL 3，但評價普遍不高。
2010年3月10日, OpenGL同時推出了3.3和4.0版本，同年7月26日又发布了4.1版本。2011年8月8日发布4.2版本。2013年發佈4.3版。
| 主要版本 | 发布日期       | 重要变更 |
| -------- | -------------- | --- |
| 1.1      | 1997年1月      | |
| 1.2      | 1998年3月16日  | |
| 1.2.1    | 1998年10月14日 | |
| 1.3      | 2001年8月14日  | |
| 1.4      | 2002年7月24日  | |
| 1.5      | 2003年7月29日  | |
| 2.0      | 2004年9月7日   | |
| 2.1      | 2006年7月2日   | |
| 3.0      | 2008年8月11日  | |
| 3.1      | 2009年3月24日  | |
| 3.2      | 2009年8月3日   | |
| 3.3      | 2010年3月11日  | OpenGL 3.3与4.0版一起发布。 以体现硬件支持Direct3D 10的可能性。 |
| 4.0      | 2010年3月11日  | OpenGL 4.0与版本3.3一起发布。 它是为硬件设计的，以体现硬件支持Direct3D 11的可能性。 与OpenGL 3.0一样，这个版本的OpenGL包含大量相当无关紧要的扩展，旨在彻底揭示Direct3D 11级硬件的能力。 |
| 4.1      | 2010年7月26日  | |
| 4.2      | 2011年8月8日   | 支持的显卡：NVIDIA GeForce 400系列以上，AMD Radeon HD7000系列以上，Intel HD Graphics （第7代Ivy Bridge系列以上） AMD Radeon HD 6000 Series, AMD Radeon HD 7000 Series - 支持Shaders原子计数器和加载/存储/原子读-修改-写操作的单级纹理着色器。 - 捕捉GPU-tessellated几何变换反馈的结果绘制的多个实例，使复杂的对象进行有效的重新定位和复制。 - 支持修改任意子集的压缩纹理，而无需重新下载整个GPU的纹理，显著的性能改进。 - 支持包装成一个单一的32位值显著降低内存存储和带宽的高效着色处理多个8位和16位值。                        |
| 4.3      | 2012年8月6日   | 支持的显卡：NVIDIA GeForce 400系列以上，AMD Radeon HD5000系列以上，Intel HD Graphics （第7.5代Haswell系列以上） - 圍內充分利用GPU的並行計算着色器的圖形管道 - 暗器的存儲緩衝區對象 - 紋理參數查詢 - 作為標準功能的高品質的紋理壓縮ETC2/EAC - 完全兼容的OpenGL ES3.0的API - 在應用程序開發過程中調試能力接收調試消息 - 沒有數據複製以不同的方式解釋紋理的紋理意見 - 增加了內存的安全性 - 一個多應用的健壯性擴展 |
| 4.4      | 2013年7月22日  | 支持的顯示卡：NVIDIA GeForce 400系列以上，AMD Radeon HD5000系列以上，Intel HD Graphics （第7.5代Haswell系列以上） - 緩衝區位置控制 - 高效異步查詢 - 着色器可變佈局 - 高效多對象綁定 - 精簡化Direct3D應用的移植 - 非綁定的紋理擴展 - 稀疏紋理擴展 |
| 4.5      | 2014年8月11日  | 支持的显卡：NVIDIA GeForce 400系列以上，AMD Radeon HD7000系列以上，Intel HD Graphics （第8代Broadwell系列以上），Tegra K1，Tegra X1 - 直接状态访问（DSA） - 对象访问器使查询和修改状态不会将对象绑定到上下文中，从而提高应用程序和中间件的效率和灵活性 - 刷新控制 - 应用程序可以在上下文切换之前控制挂起命令的刷新，实现高性能多线程应用程序 - 鲁棒性 - 为WebGL浏览器等应用程序提供安全平台，包括阻止GPU复位影响任何其他正在运行的应用程序 - OpenGL ES 3.1 API和着色器兼容性 - 可轻松开发和执行桌面系统上最新的OpenGL ES应用程序 |
| 4.6      | 2017年7月31日  | 支持的显卡：NVIDIA GeForce 400系列以上（理论上可支持） - SPIR-V着色器 - 各向异性过滤 |